# 真昼の暴動
『真昼の暴動』（まひるのぼうどう、原題：Brute Force、別名：Zelle R 17）は、1947年のアメリカ合衆国の映画。ジュールス・ダッシン監督の作品で、バート・ランカスター、ヒューム・クローニン、チャールズ・ビックフォードなどが出演したフィルム・ノワール作品。

## ストーリー
暗い雨の降るウェストゲート刑務所の朝。囚人たちは小さな独房に詰め込まれ、ジョー・コリンズが独房から戻ってくるのを窓越しに見守っている。ジョーは刑務所での生活に限界を感じており、同房の仲間に脱獄の意志を語る。度重なる刑務所内でのトラブルに刑務所長は上層部から叱責を受け、管理体制の強化を求められている。刑務所の医師は、「囚人たちは巨大な爆弾であり、がんじがらめにすれば爆発するだろう」と反対するが、マンジー看守長は取り合わない。刑務所内での実質的な権力者であるマンジーは、囚人を操って互いに情報を与え合い、問題を引き起こしては処罰を加えていた。
ジョーの弁護士が面会に訪れ、ジョーの妻ルースがジョーに会えなければ癌の手術を受けるつもりはないことを告げる。ジョーは同房の囚人ウィルソンに復讐する。ウィルソンはマンジーに唆かされてジョーに武器を仕込み、そのせいでジョーは独房に入れられたのである。ジョーは刑務所の機械工場でのウィルソンの襲撃を組織的に計画し、実行の間、オフィスで医師と話すことによってアリバイを作る。
ジョーは別の囚人ギャラガーに脱獄の協力を迫るが、マンジーから仮釈放を約束されているギャラガーは提案を断る。その後、マンジーによって扇動された囚人の自殺により、上層部はすべての囚人の特権の取り消しと、仮釈放審問の中止を決定する。裏切られたと感じたギャラガーは脱獄を決意し、二人は監視塔への襲撃を計画する。

## キャスト
| 役名               | 俳優                       | 日本語吹替 | 日本語吹替 |
| 役名               | 俳優                       | テレビ版1  | テレビ版2  |
| ------------------ | -------------------------- | ---------- | ---------- |
| ジョー・コリンズ   | バート・ランカスター       | 原田清人   | 樋浦勉     |
| マンジー看守長     | ヒューム・クローニン       | 穂積隆信   | 納谷六朗   |
| ギャラガー         | チャールズ・ビックフォード | 松下達夫   | 村松康雄   |
| ジーナ・フェラーラ | イヴォンヌ・デ・カーロ     |            |            |
| ルース             | アン・ブライス             | 鈴木弘子   | 青木めい子 |
| コーラ・リスター   | エラ・レインズ             |            |            |
| フロッシー         | アニタ・コルビー           |            |            |
| ルイ・ミラー       | サム・レヴェン             |            |            |
| フレッシュマン     | ジェフ・コーリー           |            |            |
| スペンサー         | ジョン・ホイト             |            |            |
| ロバート           | ハワード・ダフ             | 木原正二郎 |            |

- テレビ版1：初回放送1975年9月27日『土曜映画劇場』
- テレビ版2：初回放送1977年12月29日『木曜洋画劇場』

## スタッフ
- 監督：ジュールス・ダッシン
- 製作：マーク・ヘリンジャー
- 原案：ロバート・パターソン
- 脚本：リチャード・ブルックス
- 撮影：ウィリアム・H・ダニエルズ
- 編集：エドワード・カーティス
- 音楽：ミクロス・ローザ